# Alfonso Iglesias
Alfonso Iglesias López de Vívigo (Navia, Asturias, 1910-Oviedo, 1988) fue un dibujante, comediógrafo y pintor asturiano, mayormente conocido por la serie de historieta Telva, Pinón y su sobrino Pinín. Firmaba como Alfonso.

## Biografía
A partir de 1931 comenzó a trabajar en el diario Región. Sus primeros dibujos aparecieron en periódicos como La Voz de Asturias y El Carbón. También colaboró con La Nueva España, donde creó sus personajes más populares: Telva, Pinón y Pinín. 
Fue uno de los impulsores de la Sociedad Ovetense de Festejos, en la tertulia del café Alvabusto, mediante iniciativa presentada por el dueño de este, Modesto Vallina a la cual presentó el proyecto del popular Día de América. Se agruparon por primera vez sus historias en Aventuras de Pinín, que de Pinón ye sobrín, de 1944. Otras de sus creaciones fueron Pim Coll'Otto (1946) y Rufina, una moza de Proacina (1954). A partir de este último año algunas de las aventuras de Pinín se repartieron en forma de cromos con el chocolate de la Cibeles.
En 1957 se mudó a Madrid donde trabajó para El Alcázar, Arriba o Pueblo y la revista Ama. Más tarde publicó nuevas aventuras de Pinín en Gente Menuda, el suplemento infantil del diario ABC. Más tarde serían llevados al teatro, a la narrativa e incluso al cine (Las Aventuras de Pinín y sus amigos, 1979). 
Volvió a Asturias para seguir con las historias de su trilogía más popular de personajes.

## Legado

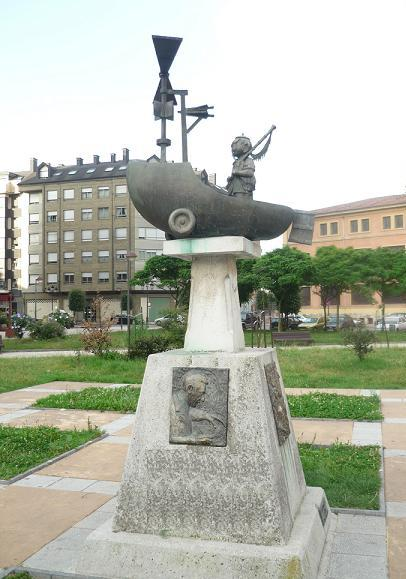
Pinín y Alfonso Iglesias en La Felguera

Sus personajes se convirtieron en todo un símbolo en Asturias entre jóvenes y mayores. En Asturias existen tres monumentos a su persona:
- En 1987, antes de su muerte se le inauguró un busto en Oviedo[2]
- En su villa natal, Navia, un parque fue bautizado en 1997 con su nombre.
- Y, a finales de los noventa, en La Felguera, se descubrió un monumento a Pinín en su madreñogiro y a su creador.

En noviembre del año 2004 tuvo una nueva edición de lujo coloreada, impresa en cuatro tomos de tapa dura y editada por el diario La Nueva España y uno de los hijos del autor. El despliegue publicitario a través del periódico fue tremendo, duró todo el mes de octubre y parte de noviembre. Muy superior al llevado a cabo en 1944. Lo que le lleva a 61 años de existencia en prensa. Los tomos se entregaron durante cuatro domingos con el periódico.
En una sala del aeropuerto de Asturias se expone permanentemente una réplica a tamaño natural del célebre madreñogiro de Pinín, construido en madera.

## Obra
| Años | Título                                              | Tipo  | Publicación        |
| ---- | --------------------------------------------------- | ----- | ------------------ |
| 1938 | Lo que pasó en siete días, contado para que te rías | Serie | Carbón             |
| 1939 | Telva y Pinón                                       | Serie | La Nueva España    |
| 1940 | Cien chistes de Telva y Pinón                       | Álbum | La Nueva España    |
| 1943 | Aventures de Pinín, que de Pinón ye sobrín          | Serie | Niños              |
| 1944 | Les Aventures de Pinín, que de Pinón ye sobrín      | Álbum | La Nueva España    |
| 194  | Chistes                                             | Álbum |                    |
| 194  | Chistes de Alfonso                                  | Álbum |                    |
| 194  | Pim Coll' Otto                                      | Álbum |                    |
| 1946 | Pim Coll' Otto                                      | Serie | Niños              |
| 1952 | La familia deportiva                                | Serie | Asturias Deportiva |
| 1952 | El Pollín Atómico                                   | Serie | La Nueva España    |
| 1954 | Un serial de la Rufina, la moza de Proacina         | Serie | Niños              |
| 1954 | La aldea moderna                                    | Álbum | Autoedición        |
| 1959 | Amuca                                               | Serie | Amuca              |
| 1963 | Aprendiendo a andar                                 | Álbum | Pegaso             |
| 1985 | Les Aventures de Pinín, que de Pinón ye sotarín     | Álbum | La Nueva España    |